# Cinquième district congressionnel du Massachusetts
Le 5e district congressionnel du Massachusetts est un district de l'État américain du Massachusetts. Le district est représenté par la Démocrate Katherine Clark. Le redécoupage du Massachusetts après le recensement de 2010 a changé les frontières du district à partir des élections de 2012, le nouveau 3e district prenant largement la place de l'ancien 5e. Le 5e district couvre de nombreuses communautés représentées dans l'ancien 7e district.
Le 15 juillet 2013, Ed Markey a démissionné de son siège pour devenir le sénateur junior du Massachusetts. Le 10 décembre 2013, la démocrate Katherine Clark a remporté une élection spéciale pour occuper le siège pour le reste du 113e Congrès. Elle a prêté serment le 12 décembre 2013 et est Whip de la minorité de la Chambre.
Le district est aux mains des démocrates sans interruption depuis 1975. Avant la victoire de Paul Tsongas cette année-là, il n'avait élu que trois démocrates dans toute son existence et était aux mains des républicains depuis 1895. C'était l'un des districts les plus modérés de la région fortement démocrate.  Dans les élections d'État, il a soutenu les candidats républicains au Gouverneur William Weld, Paul Celluci et Mitt Romney. Lors de l'élection spéciale de 2007 pour remplacer Marty Meehan, le candidat Républicain Jim Ogonowski a connu une course étonnamment forte, perdant finalement 51 à 45 %.

## Géographie
Le redécoupage du Massachusetts après le recensement de 2020 (à commencer par les élections de 2022 et le 118e Congrès, dont les membres de la Chambre ont prêté serment le 3 janvier 2023) attribue le 5e district à une grande partie du Comté de Middlesex, une partie du Comté de Norfolk et une partie du Comté de Suffolk.

### Actuelle
Il y a 23 communes dans le 5e arrondissement, depuis le redécoupage de 2021. Cette liste est triée par comté.

#### Comté de Middlesex(20)
Arlington, Bedford (partie, également dans le 6e), Belmont, Cambridge (partie, également dans le 7e), Framingham, Lexington (y compris une partie de Hanscom AFB), Lincoln (y compris une partie de Hanscom AFB), Malden, Maynard, Medford, Melrose, Natick, Stoneham, Sudbury, Wayland (y compris Cochituate), Waltham, Watertown, Weston, Winchester, Woburn

#### Comté de Norfolk(1)
Wellesley (en partie; également dans le 4e)

#### Comté de Suffolk(2)
Revere, Winthrop

### Passée
De 2013 à 2023, les communes du 5e district étaient :

#### Comté de Middlesex
| - Arlington - Ashland - Belmont - Cambridge (en partie) - Framingham - Holliston - Lexington | - Lincoln - Malden - Medford - Melrose - Natick - Sherborn - Stoneham | - Sudbury (en partie) - Waltham - Watertown - Wayland - Weston - Winchester - Woburn |

#### Autres
- Revere, Comté de Suffolk
- Southborough, Comté de Worcester
- Winthrop, Comté de Suffolk

## Historique de vote
| Année | Poste     | Résultats               |
| ----- | --------- | ----------------------- |
| 2000  | Président | Gore 57,0 % - 36,0 %    |
| 2004  | Président | Kerry 57,0 % - 41,0 %   |
| 2008  | Président | Obama 66,0 % - 32,0 %   |
| 2012  | Président | Obama 65,0 % - 33,0 %   |
| 2016  | Président | Clinton 69,0 % - 25,0 % |
| 2020  | Président | Biden 72,0 % - 25,0 %   |

## Liste des Représentants du district
| Membre                          | Parti                     | Années                                 | Congrès            | Histoire électorale | Zone géographique                          |
| ------------------------------- | ------------------------- | -------------------------------------- | ------------------ | --- | ------------------------------------------ |
| District établit le 4 mars 1789 |                           |                                        |                    | |                                            |
| George Partridge (en)           | Pro Administration        | 4 mars 1789 - 14 août 1790             | 1er                | Élu en 1788. Démissionne. | 1789–1793 Comtés de Barnstable et Plymouth |
| Vacant                          | Vacant                    | 15 août 1790 - 3 mars 1791             | 1er                | | 1789–1793 Comtés de Barnstable et Plymouth |
| Shearjashub Bourne (en)         | Pro Administration        | 4 mars 1791 - 3 mars 1793              | 2e                 | Élu en 1790. Redécoupage vers le 3e district. | 1789–1793 Comtés de Barnstable et Plymouth |
| District supprimé               | District supprimé         | 4 mars 1793 - 3 mars 1795              | 3e                 | |                                            |
| Nathaniel Freeman Jr. (en)      | Républicain-Démocrate     | 4 mars 1795 - 3 mars 1799              | 4e , 5e            | Élu en 1790. Redécoupage vers le 3e district. | 1795–1803 "1er District du Sud"            |
| Lemuel Williams (en)            | Fédéraliste               | 4 mars 1799 - 3 mars 1803              | 6e , 7e            | Élu en 1799. Réélu en 1800. Redécoupage vers le 8e district. | 1795–1803 "1er District du Sud"            |
| Thomas Dwight (en)              | Fédéraliste               | 4 mars 1803 - 3 mars 1805              | 8e                 | Élu en 1802. Retrait. | 1803–1823 "District Sud d'Hampshire"       |
| William Ely (en)                | Fédéraliste               | 4 mars 1805 - 3 mars 1815              | 9e - 13e           | Élu en 1804. Réélu en 1806. Réélu en 1808. Réélu en 1810. Réélu en 1812. Retrait. | 1803–1823 "District Sud d'Hampshire"       |
| Elijah H. Mills (en)            | Fédéraliste               | 4 mars 1815 - 3 mars 1819              | 14e , 15e          | Élu en 1814. Réélu en 1816. Perd sa réélection. | 1803–1823 "District Sud d'Hampshire"       |
| Samuel Lathrop (en)             | Fédéraliste               | 4 mars 1819 - 3 mars 1823              | 16e , 17e          | Élu en 1819 sur un second bulletin. Réélu en 1820. Redécoupage vers le 8e district. | 1803–1823 "District Sud d'Hampshire"       |
| Jonas Sibley (en)               | Républicain-Démocrate     | 4 mars 1823 - 3 mars 1825              | 18e                | Élu en 1823 sur un second bulletin. Perd sa réélection. | 1823–1833 "District Sud de Worcester"      |
| John Davis                      | Anti-Jacksonien           | 4 mars 1825 - 14 janvier 1834          | 19e - 23e          | Élu en 1825. Réélu en 1826. Réélu en 1828. Réélu en 1830. Réélu en 1833. Démissionne pour devenir Gouverneur du Massachusetts. | 1823–1833 "District Sud de Worcester"      |
| John Davis                      | Anti-Jacksonien           | 4 mars 1825 - 14 janvier 1834          | 19e - 23e          | Élu en 1825. Réélu en 1826. Réélu en 1828. Réélu en 1830. Réélu en 1833. Démissionne pour devenir Gouverneur du Massachusetts. | 1833–1843                                  |
| Vacant                          | Vacant                    | 15 janvier 1834 - 16 février 1834      | 23e                | |                                            |
| Levi Lincoln Jr.                | Anti-Jacksonien           | 17 février 1834 - 3 mars 1837          | 23e - 26e          | Élu pour terminer le mandat de Davis. Réélu en 1834. Réélu en 1836. Réélu en 1838. Réélu en 1840. Démissionne pour devenir Collecteur de Port de Boston. |                                            |
| Levi Lincoln Jr.                | Whig                      | 4 mars 1837 - 16 mars 1841             | 23e - 26e          | Élu pour terminer le mandat de Davis. Réélu en 1834. Réélu en 1836. Réélu en 1838. Réélu en 1840. Démissionne pour devenir Collecteur de Port de Boston. |                                            |
| Vacant                          | Vacant                    | 17 mars 1841 - 2 mai 1841              | 27e                | |                                            |
| Charles Hudson                  | Whig                      | 3 mai 1841 - 3 mars 1849               | 27e - 30e          | Élu pour terminer le mandat de Lincoln. Réélu en 1843. Réélu en 1844. Réélu en 1846. Perd sa réélection. |                                            |
| Charles Hudson                  | Whig                      | 3 mai 1841 - 3 mars 1849               | 27e - 30e          | Élu pour terminer le mandat de Lincoln. Réélu en 1843. Réélu en 1844. Réélu en 1846. Perd sa réélection. | 1843–1853                                  |
| Charles Allen (en)              | Free Soil (en)            | 4 mars 1849 - 3 mars 1853              | 31e , 32e          | Élu en 1849. Réélu en 1851. Retrait. |                                            |
| William Appleton (en)           | Whig                      | 4 mars 1853 - 3 mars 1855              | 33e                | Redécoupage depuis le 1er district et réélu en 1852. Perd sa réélection. | 1853–1863                                  |
| Anson Burlingame (en)           | American                  | 4 mars 1855 - 3 mars 1857              | 34e - 36e          | Élu en 1854. Réélu en 1856. Réélu en 1858. Perd sa réélection. | 1853–1863                                  |
| Anson Burlingame (en)           | Républicain               | 4 mars 1857 - 3 mars 1861              | 34e - 36e          | Élu en 1854. Réélu en 1856. Réélu en 1858. Perd sa réélection. | 1853–1863                                  |
| William Appleton (en)           | Unioniste Constitutionnel | 4 mars 1861 - 27 septembre 1861        | 37e                | Élu en 1860. Démissionne pour cause de santé défaillante. | 1853–1863                                  |
| Vacant                          | Vacant                    | 28 septembre 1861 - 1er septembre 1861 | 37e                | | 1853–1863                                  |
| Samuel Hooper (en)              | Républicain               | 2 décembre 1861 - 3 mars 1863          | 37e                | Élu pour terminer le mandat d'Appleton. Redécoupage vers le 4e district. | 1853–1863                                  |
| John B. Alley (en)              | Républicain               | 4 mars 1863 - 3 mars 1867              | 38e , 39e          | Redécoupage depuis le 6e district et réélu en 1862. Réélu en 1864. | 1863–1873                                  |
| Benjamin F. Butler (en)         | Républicain               | 4 mars 1867 - 3 mars 1873              | 40e - 42e          | Élu en 1866. Réélu en 1868. Réélu en 1870. Redécoupage vers le 6e district. | 1863–1873                                  |
| Daniel W. Gooch (en)            | Républicain               | 4 mars 1873 - 3 mars 1875              | 43e                | Élu en 1872. Perd sa réélection. | 1873–1883                                  |
| Nathaniel P. Banks              | Indépendant               | 4 mars 1875 - 3 mars 1877              | 44e , 45e          | Élu en 1874. Réélu en 1876. Perd sa renomination. | 1873–1883                                  |
| Nathaniel P. Banks              | Républicain               | 4 mars 1877 - 3 mars 1879              | 44e , 45e          | Élu en 1874. Réélu en 1876. Perd sa renomination. | 1873–1883                                  |
| Selwyn Z. Bowman (en)           | Républicain               | 4 mars 1879 - 3 mars 1883              | 46e , 47e          | Élu en 1878. Réélu en 1880. Perd sa réélection. | 1873–1883                                  |
| Leopold Morse (en)              | Démocrate                 | 4 mars 1883 - 3 mars 1885              | 48e                | Redécoupage depuis le 4e district et réélu en 1882. Retrait. | 1883–1893                                  |
| Edward D. Hayden (en)           | Républicain               | 4 mars 1885 - 3 mars 1889              | 49e , 50e          | Élu en 1884. Réélu en 1886. Retrait. | 1883–1893                                  |
| Nathaniel P. Banks              | Républicain               | 4 mars 1889 - 3 mars 1891              | 51e                | Élu en 1888. Retrait. | 1883–1893                                  |
| Sherman Hoar (en)               | Démocrate                 | 4 mars 1891 - 3 mars 1893              | 52e                | Élu en 1890. Décline sa renomination. | 1883–1893                                  |
| Moses T. Stevens (en)           | Démocrate                 | 4 mars 1893 - 3 mars 1895              | 53e                | Redécoupage depuis le 8e district et réélu en 1892. | 1893–1903                                  |
| William S. Knox (en)            | Républicain               | 4 mars 1895 - 3 mars 1903              | 54e - 57e          | Élu en 1894. Réélu en 1896. Réélu en 1898. Réélu en 1900. Retrait. | 1893–1903                                  |
| Butler Ames                     | Républicain               | 4 mars 1903 - 3 mars 1913              | 58e - 62e          | Élu en 1902. Réélu en 1904. Réélu en 1906. Réélu en 1908. Réélu en 1910. Retrait. | 1903–1913                                  |
| John Jacob Rogers (en)          | Républicain               | 4 mars 1913 - 28 mars 1925             | 63e - 69e          | Élu en 1912. Réélu en 1914. Réélu en 1916. Réélu en 1918. Réélu en 1920. Réélu en 1922. Réélu en 1924. Décès. | 1913–1933                                  |
| Vacant                          | Vacant                    | 28 mars 1925 - 30 juin 1925            | 69e                | | 1913–1933                                  |
| Edith Nourse Rogers             | Républicain               | 30 juin 1925 - 10 septembre 1960       | 69e - 86e          | Élu pour terminer le mandat de son mari. Réélu en 1926. Réélu en 1928. Réélu en 1930. Réélu en 1932. Réélu en 1934. Réélu en 1936. Réélu en 1938. Réélu en 1940. Réélu en 1942. Réélu en 1944. Réélu en 1946. Réélu en 1948. Réélu en 1950. Réélu en 1952. Réélu en 1954. Réélu en 1956. Réélu en 1958. Décès. | 1913–1933                                  |
| Edith Nourse Rogers             | Républicain               | 30 juin 1925 - 10 septembre 1960       | 69e - 86e          | Élu pour terminer le mandat de son mari. Réélu en 1926. Réélu en 1928. Réélu en 1930. Réélu en 1932. Réélu en 1934. Réélu en 1936. Réélu en 1938. Réélu en 1940. Réélu en 1942. Réélu en 1944. Réélu en 1946. Réélu en 1948. Réélu en 1950. Réélu en 1952. Réélu en 1954. Réélu en 1956. Réélu en 1958. Décès. | 1933–1943                                  |
| Edith Nourse Rogers             | Républicain               | 30 juin 1925 - 10 septembre 1960       | 69e - 86e          | Élu pour terminer le mandat de son mari. Réélu en 1926. Réélu en 1928. Réélu en 1930. Réélu en 1932. Réélu en 1934. Réélu en 1936. Réélu en 1938. Réélu en 1940. Réélu en 1942. Réélu en 1944. Réélu en 1946. Réélu en 1948. Réélu en 1950. Réélu en 1952. Réélu en 1954. Réélu en 1956. Réélu en 1958. Décès. | 1943–1953                                  |
| Edith Nourse Rogers             | Républicain               | 30 juin 1925 - 10 septembre 1960       | 69e - 86e          | Élu pour terminer le mandat de son mari. Réélu en 1926. Réélu en 1928. Réélu en 1930. Réélu en 1932. Réélu en 1934. Réélu en 1936. Réélu en 1938. Réélu en 1940. Réélu en 1942. Réélu en 1944. Réélu en 1946. Réélu en 1948. Réélu en 1950. Réélu en 1952. Réélu en 1954. Réélu en 1956. Réélu en 1958. Décès. | 1953–1963                                  |
| Vacant                          | Vacant                    | 10 septembre 1960 - 3 janvier 1961     | 86e                | |                                            |
| F. Bradford Morse (en)          | Républicain               | 3 janvier 1961 - 1er mai 1972          | 87e - 92e          | Élu en 1960. Réélu en 1962. Réélu en 1964. Réélu en 1966. Réélu en 1968. Réélu en 1970. Démissionne pour devenir Sous-Secrétaire Général des Nations unies pour les Affaires Politiques et de l'Assemblée Générale.                                                                                            |                                            |
| F. Bradford Morse (en)          | Républicain               | 3 janvier 1961 - 1er mai 1972          | 87e - 92e          | Élu en 1960. Réélu en 1962. Réélu en 1964. Réélu en 1966. Réélu en 1968. Réélu en 1970. Démissionne pour devenir Sous-Secrétaire Général des Nations unies pour les Affaires Politiques et de l'Assemblée Générale.                                                                                            | 1963–1973                                  |
| Vacant                          | Vacant                    | 1er mai 1972 - 3 janvier 1973          | 92e                | |                                            |
| John Jacob Rogers (en)          | Républicain               | 3 janvier 1973 - 3 janvier 1975        | 93e                | Élu en 1972. Perd sa réélection. | 1973–1983                                  |
| Paul Tsongas                    | Démocrate                 | 3 janvier 1975 - 3 janvier 1979        | 94e , 95e          | Élu en 1974. Réélu en 1976. Retrait pour se présenter comme Sénateur des États-Unis. | 1973–1983                                  |
| James Shannon (en)              | Démocrate                 | 3 janvier 1979 - 3 janvier 1983        | 96e - 98e          | Élu en 1978. Réélu en 1980. Réélu en 1982. Retrait pour se présenter comme Sénateur des États-Unis. | 1973–1983                                  |
| James Shannon (en)              | Démocrate                 | 3 janvier 1983 - 3 janvier 1985        | 96e - 98e          | Élu en 1978. Réélu en 1980. Réélu en 1982. Retrait pour se présenter comme Sénateur des États-Unis. | 1983–1993                                  |
| Chester G. Atkins (en)          | Démocrate                 | 3 janvier 1985 - 3 janvier 1993        | 99e - 102e         | Élu en 1984. Réélu en 1986. Réélu en 1988. Réélu en 1990. Perd sa renomination. | 1983–1993                                  |
| Marty Meehan (en)               | Démocrate                 | 3 janvier 1993 - 1er juillet 2007      | 103-110103e - 110e | Élu en 1992. Réélu en 1994. Réélu en 1996. Réélu en 1998. Réélu en 2000. Réélu en 2002. Réélu en 2004. Réélu en 2006. Démissionne pour devenir Chancelier de l'Université de Massachusetts Lowell. | 1993–2003                                  |
| Marty Meehan (en)               | Démocrate                 | 3 janvier 1993 - 1er juillet 2007      | 103-110103e - 110e | Élu en 1992. Réélu en 1994. Réélu en 1996. Réélu en 1998. Réélu en 2000. Réélu en 2002. Réélu en 2004. Réélu en 2006. Démissionne pour devenir Chancelier de l'Université de Massachusetts Lowell. | 2003–2013                                  |
| Vacant                          | Vacant                    | 1er juillet 2007 - 16 octobre 2007     | 110e               | |                                            |
| Niki Tsongas                    | Démocrate                 | 16 octobre 2007 - 3 janvier 2013       | 110e - 112e        | Élu pour terminer le mandat de Meehan. Réélu en 2008. Réélu en 2010. Redécoupage vers le 3e district. |                                            |
| Ed Markey                       | Démocrate                 | 3 janvier 2013 - 15 juillet 2013       | 113e               | Redécoupage depuis le 7e district et réélu en 2012. Démissionne lorsqu'élu Sénateur des États-Unis. | 2013–2023                                  |
| Vacant                          | Vacant                    | 15 juillet 2013 - 10 décembre 2013     | 113e               | | 2013–2023                                  |
| Katherine Clark                 | Démocrate                 | 10 décembre 2013 - en cours            | 113e - 119e        | Élue pour terminer le mandat de Markey. Réélue en 2014. Réélue en 2016. Réélue en 2018. Réélue en 2020. Réélue en 2022. Réélue en 2024. | 2013–2023                                  |
| Katherine Clark                 | Démocrate                 | 10 décembre 2013 - en cours            | 113e - 119e        | Élue pour terminer le mandat de Markey. Réélue en 2014. Réélue en 2016. Réélue en 2018. Réélue en 2020. Réélue en 2022. Réélue en 2024. | 2023–Présent                               |

## Résultats des récentes élections
Voici les résultats des dix précédents cycles électoraux dans le district.

### 2004
| Élection de 2004 du 5e district congressionnel du Massachusetts | Élection de 2004 du 5e district congressionnel du Massachusetts | Élection de 2004 du 5e district congressionnel du Massachusetts | Élection de 2004 du 5e district congressionnel du Massachusetts | Élection de 2004 du 5e district congressionnel du Massachusetts |
| --------------------------------------------------------------- | --------------------------------------------------------------- | --------------------------------------------------------------- | --------------------------------------------------------------- | --------------------------------------------------------------- |
| Parti                                                           | Parti                                                           | Candidat                                                        | Votes                                                           | %                                                               |
|                                                                 | Démocrate                                                       | Marty Meehan (en) (sortant)                                     | 179 652                                                         | 66,99                                                           |
|                                                                 | Républicain                                                     | Thomas Tierney                                                  | 88 232                                                          | 32,90                                                           |
|                                                                 | Write-In                                                        | Write-In                                                        | 305                                                             | 0,11                                                            |
| Total des votes                                                 | Total des votes                                                 | Total des votes                                                 | 268 189                                                         | 100 %                                                           |
|                                                                 | Les Démocrates conservent                                       |                                                                 |                                                                 |                                                                 |

### 2006
| Élection de 2006 du 5e district congressionnel du Massachusetts | Élection de 2006 du 5e district congressionnel du Massachusetts | Élection de 2006 du 5e district congressionnel du Massachusetts | Élection de 2006 du 5e district congressionnel du Massachusetts | Élection de 2006 du 5e district congressionnel du Massachusetts |
| --------------------------------------------------------------- | --------------------------------------------------------------- | --------------------------------------------------------------- | --------------------------------------------------------------- | --------------------------------------------------------------- |
| Parti                                                           | Parti                                                           | Candidat                                                        | Votes                                                           | %                                                               |
|                                                                 | Démocrate                                                       | Marty Meehan (en) (sortant)                                     | 159 120                                                         | 98,98                                                           |
|                                                                 | Write-In                                                        | Write-In                                                        | 3 152                                                           | 1,02                                                            |
| Total des votes                                                 | Total des votes                                                 | Total des votes                                                 | 216 832                                                         | 100 %                                                           |
|                                                                 | Les Démocrates conservent                                       |                                                                 |                                                                 |                                                                 |

### 2007 (Spéciale)
| Élection Spéciale de 2007 du 5e district congressionnel du Massachusetts | Élection Spéciale de 2007 du 5e district congressionnel du Massachusetts | Élection Spéciale de 2007 du 5e district congressionnel du Massachusetts | Élection Spéciale de 2007 du 5e district congressionnel du Massachusetts | Élection Spéciale de 2007 du 5e district congressionnel du Massachusetts |
| ------------------------------------------------------------------------ | ------------------------------------------------------------------------ | ------------------------------------------------------------------------ | ------------------------------------------------------------------------ | ------------------------------------------------------------------------ |
| Parti                                                                    | Parti                                                                    | Candidat                                                                 | Votes                                                                    | %                                                                        |
|                                                                          | Démocrate                                                                | Niki Tsongas                                                             | 54 363                                                                   | 51,32                                                                    |
|                                                                          | Républicain                                                              | Jin Ogonowski                                                            | 47 770                                                                   | 45,10                                                                    |
|                                                                          | Indépendant                                                              | Patrick Murphy                                                           | 2 170                                                                    | 2,05                                                                     |
|                                                                          | Indépendant                                                              | Kurty Hayes                                                              | 1 125                                                                    | 1,06                                                                     |
|                                                                          | Constitution                                                             | Kevin Thompson                                                           | 494                                                                      | 0,47                                                                     |
| Total des votes                                                          | Total des votes                                                          | Total des votes                                                          | 105 922                                                                  | 100 %                                                                    |
|                                                                          | Les Démocrates conservent                                                |                                                                          |                                                                          |                                                                          |

### 2008
| Élection de 2008 du 5e district congressionnel du Massachusetts | Élection de 2008 du 5e district congressionnel du Massachusetts | Élection de 2008 du 5e district congressionnel du Massachusetts | Élection de 2008 du 5e district congressionnel du Massachusetts | Élection de 2008 du 5e district congressionnel du Massachusetts |
| --------------------------------------------------------------- | --------------------------------------------------------------- | --------------------------------------------------------------- | --------------------------------------------------------------- | --------------------------------------------------------------- |
| Parti                                                           | Parti                                                           | Candidat                                                        | Votes                                                           | %                                                               |
|                                                                 | Démocrate                                                       | Niki Tsongas (sortante)                                         | 225 947                                                         | 98,71                                                           |
|                                                                 | Write-In                                                        | Write-In                                                        | 2 960                                                           | 1,29                                                            |
| Total des votes                                                 | Total des votes                                                 | Total des votes                                                 | 302 397                                                         | 100 %                                                           |
|                                                                 | Les Démocrates conservent                                       |                                                                 |                                                                 |                                                                 |

### 2010
| Élection de 2010 du 5e district congressionnel du Massachusetts | Élection de 2010 du 5e district congressionnel du Massachusetts | Élection de 2010 du 5e district congressionnel du Massachusetts | Élection de 2010 du 5e district congressionnel du Massachusetts | Élection de 2010 du 5e district congressionnel du Massachusetts |
| --------------------------------------------------------------- | --------------------------------------------------------------- | --------------------------------------------------------------- | --------------------------------------------------------------- | --------------------------------------------------------------- |
| Parti                                                           | Parti                                                           | Candidat                                                        | Votes                                                           | %                                                               |
|                                                                 | Démocrate                                                       | Niki Tsongas (sortante)                                         | 122 858                                                         | 54,84                                                           |
|                                                                 | Républicain                                                     | Jonathan A. Golnik                                              | 94 646                                                          | 42,25                                                           |
|                                                                 | Indépendant                                                     | Dale E. Brown                                                   | 4 387                                                           | 1,96                                                            |
|                                                                 | Write-In                                                        | Write-In                                                        | 147                                                             | 0,07                                                            |
| Total des votes                                                 | Total des votes                                                 | Total des votes                                                 | 229 647                                                         | 100 %                                                           |
|                                                                 | Les Démocrates conservent                                       |                                                                 |                                                                 |                                                                 |

### 2012
| Élection de 2012 du 5e district congressionnel du Massachusetts | Élection de 2012 du 5e district congressionnel du Massachusetts | Élection de 2012 du 5e district congressionnel du Massachusetts | Élection de 2012 du 5e district congressionnel du Massachusetts | Élection de 2012 du 5e district congressionnel du Massachusetts |
| --------------------------------------------------------------- | --------------------------------------------------------------- | --------------------------------------------------------------- | --------------------------------------------------------------- | --------------------------------------------------------------- |
| Parti                                                           | Parti                                                           | Candidat                                                        | Votes                                                           | %                                                               |
|                                                                 | Démocrate                                                       | Ed Markey (sortant)                                             | 257 490                                                         | 75,5                                                            |
|                                                                 | Républicain                                                     | Tom Tierney                                                     | 82 944                                                          | 24,3                                                            |
|                                                                 | Write-In                                                        | Write-In                                                        | 675                                                             | 0,2                                                             |
| Total des votes                                                 | Total des votes                                                 | Total des votes                                                 | 341 109                                                         | 100 %                                                           |
|                                                                 | Les Démocrates conservent                                       |                                                                 |                                                                 |                                                                 |

### 2014
| Élection de 2014 du 5e district congressionnel du Massachusetts | Élection de 2014 du 5e district congressionnel du Massachusetts | Élection de 2014 du 5e district congressionnel du Massachusetts | Élection de 2014 du 5e district congressionnel du Massachusetts | Élection de 2014 du 5e district congressionnel du Massachusetts |
| --------------------------------------------------------------- | --------------------------------------------------------------- | --------------------------------------------------------------- | --------------------------------------------------------------- | --------------------------------------------------------------- |
| Parti                                                           | Parti                                                           | Candidat                                                        | Votes                                                           | %                                                               |
|                                                                 | Démocrate                                                       | Katherine Clark (sortante)                                      | 182 100                                                         | 98,3                                                            |
|                                                                 | Write-In                                                        | Write-In                                                        | 3 159                                                           | 1,7                                                             |
| Total des votes                                                 | Total des votes                                                 | Total des votes                                                 | 185 259                                                         | 100 %                                                           |
|                                                                 | Les Démocrates conservent                                       |                                                                 |                                                                 |                                                                 |

### 2016
| Élection de 2016 du 5e district congressionnel du Massachusetts | Élection de 2016 du 5e district congressionnel du Massachusetts | Élection de 2016 du 5e district congressionnel du Massachusetts | Élection de 2016 du 5e district congressionnel du Massachusetts | Élection de 2016 du 5e district congressionnel du Massachusetts |
| --------------------------------------------------------------- | --------------------------------------------------------------- | --------------------------------------------------------------- | --------------------------------------------------------------- | --------------------------------------------------------------- |
| Parti                                                           | Parti                                                           | Candidat                                                        | Votes                                                           | %                                                               |
|                                                                 | Démocrate                                                       | Katherine Clark (sortante)                                      | 285 606                                                         | 98,6                                                            |
|                                                                 | Write-In                                                        | Write-In                                                        | 4 201                                                           | 1,4                                                             |
| Total des votes                                                 | Total des votes                                                 | Total des votes                                                 | 289 807                                                         | 100 %                                                           |
|                                                                 | Les Démocrates conservent                                       |                                                                 |                                                                 |                                                                 |

### 2018
| Élection de 2018 du 5e district congressionnel du Massachusetts | Élection de 2018 du 5e district congressionnel du Massachusetts | Élection de 2018 du 5e district congressionnel du Massachusetts | Élection de 2018 du 5e district congressionnel du Massachusetts | Élection de 2018 du 5e district congressionnel du Massachusetts |
| --------------------------------------------------------------- | --------------------------------------------------------------- | --------------------------------------------------------------- | --------------------------------------------------------------- | --------------------------------------------------------------- |
| Parti                                                           | Parti                                                           | Candidat                                                        | Votes                                                           | %                                                               |
|                                                                 | Démocrate                                                       | Katherine Clark (sortante)                                      | 236 243                                                         | 75,9                                                            |
|                                                                 | Républicain                                                     | John Hugo                                                       | 74 856                                                          | 24,0                                                            |
|                                                                 | Write-In                                                        | Write-In                                                        | 225                                                             | 0,1                                                             |
| Total des votes                                                 | Total des votes                                                 | Total des votes                                                 | 311 324                                                         | 100 %                                                           |
|                                                                 | Les Démocrates conservent                                       |                                                                 |                                                                 |                                                                 |

### 2020
| Élection de 2020 du 5e district congressionnel du Massachusetts | Élection de 2020 du 5e district congressionnel du Massachusetts | Élection de 2020 du 5e district congressionnel du Massachusetts | Élection de 2020 du 5e district congressionnel du Massachusetts | Élection de 2020 du 5e district congressionnel du Massachusetts |
| --------------------------------------------------------------- | --------------------------------------------------------------- | --------------------------------------------------------------- | --------------------------------------------------------------- | --------------------------------------------------------------- |
| Parti                                                           | Parti                                                           | Candidat                                                        | Votes                                                           | %                                                               |
|                                                                 | Démocrate                                                       | Katherine Clark (sortante)                                      | 294 427                                                         | 74,3                                                            |
|                                                                 | Républicain                                                     | Caroline Colarusso                                              | 101 351                                                         | 25,6                                                            |
|                                                                 | Write-In                                                        | Write-In                                                        | 405                                                             | ,.1                                                             |
| Total des votes                                                 | Total des votes                                                 | Total des votes                                                 | 396 183                                                         | 100 %                                                           |
|                                                                 | Les Démocrates conservent                                       |                                                                 |                                                                 |                                                                 |

### 2022
| Primaire Démocrate de 2022 du 5e district congressionnel du Massachusetts | Primaire Démocrate de 2022 du 5e district congressionnel du Massachusetts | Primaire Démocrate de 2022 du 5e district congressionnel du Massachusetts | Primaire Démocrate de 2022 du 5e district congressionnel du Massachusetts | Primaire Démocrate de 2022 du 5e district congressionnel du Massachusetts |
| ------------------------------------------------------------------------- | ------------------------------------------------------------------------- | ------------------------------------------------------------------------- | ------------------------------------------------------------------------- | ------------------------------------------------------------------------- |
| Parti                                                                     | Parti                                                                     | Candidat                                                                  | Votes                                                                     | %                                                                         |
|                                                                           | Démocrate                                                                 | Katherine Clark (sortante)                                                | 84 845                                                                    | 99,6                                                                      |
|                                                                           | Write-In                                                                  | Write-In                                                                  | 329                                                                       | 0,4                                                                       |

| Primaire Républicaine de 2022 du 5e district congressionnel du Massachusetts | Primaire Républicaine de 2022 du 5e district congressionnel du Massachusetts | Primaire Républicaine de 2022 du 5e district congressionnel du Massachusetts | Primaire Républicaine de 2022 du 5e district congressionnel du Massachusetts | Primaire Républicaine de 2022 du 5e district congressionnel du Massachusetts |
| ---------------------------------------------------------------------------- | ---------------------------------------------------------------------------- | ---------------------------------------------------------------------------- | ---------------------------------------------------------------------------- | ---------------------------------------------------------------------------- |
| Parti                                                                        | Parti                                                                        | Candidat                                                                     | Votes                                                                        | %                                                                            |
|                                                                              | Républicain                                                                  | Caroline Colarusso                                                           | 16 184                                                                       | 99,0                                                                         |
|                                                                              | Write-In                                                                     | Write-In                                                                     | 161                                                                          | 1,0                                                                          |

| Élection de 2024 du 5e district congressionnel du Massachusetts | Élection de 2024 du 5e district congressionnel du Massachusetts | Élection de 2024 du 5e district congressionnel du Massachusetts | Élection de 2024 du 5e district congressionnel du Massachusetts | Élection de 2024 du 5e district congressionnel du Massachusetts |
| --------------------------------------------------------------- | --------------------------------------------------------------- | --------------------------------------------------------------- | --------------------------------------------------------------- | --------------------------------------------------------------- |
| Parti                                                           | Parti                                                           | Candidat                                                        | Votes                                                           | %                                                               |
|                                                                 | Démocrate                                                       | Katherine Clark (sortante)                                      | 203 994                                                         | 74,0                                                            |
|                                                                 | Républicain                                                     | Caroline Colarusso                                              | 71 491                                                          | 25,9                                                            |
|                                                                 | Write-In                                                        | Write-In                                                        | 186                                                             | 0,1                                                             |
| Total des votes                                                 | Total des votes                                                 | Total des votes                                                 | 275 671                                                         | 100 %                                                           |
|                                                                 | Les Démocrates conservent                                       |                                                                 |                                                                 |                                                                 |

### 2024
| Primaire Démocrate de 2024 du 5e district congressionnel du Massachusetts | Primaire Démocrate de 2024 du 5e district congressionnel du Massachusetts | Primaire Démocrate de 2024 du 5e district congressionnel du Massachusetts | Primaire Démocrate de 2024 du 5e district congressionnel du Massachusetts | Primaire Démocrate de 2024 du 5e district congressionnel du Massachusetts |
| ------------------------------------------------------------------------- | ------------------------------------------------------------------------- | ------------------------------------------------------------------------- | ------------------------------------------------------------------------- | ------------------------------------------------------------------------- |
| Parti                                                                     | Parti                                                                     | Candidat                                                                  | Votes                                                                     | %                                                                         |
|                                                                           | Démocrate                                                                 | Katherine Clark (sortante)                                                | 76 806                                                                    | 99,2                                                                      |
|                                                                           | Write-In                                                                  | Write-In                                                                  | 614                                                                       | 0,8                                                                       |

| Élection de 2024 du 5e district congressionnel du Massachusetts | Élection de 2024 du 5e district congressionnel du Massachusetts | Élection de 2024 du 5e district congressionnel du Massachusetts | Élection de 2024 du 5e district congressionnel du Massachusetts | Élection de 2024 du 5e district congressionnel du Massachusetts |
| --------------------------------------------------------------- | --------------------------------------------------------------- | --------------------------------------------------------------- | --------------------------------------------------------------- | --------------------------------------------------------------- |
| Parti                                                           | Parti                                                           | Candidat                                                        | Votes                                                           | %                                                               |
|                                                                 | Démocrate                                                       | Katherine Clark (sortante)                                      | 286 689                                                         | 98,2                                                            |
|                                                                 | Write-In                                                        | Write-In                                                        | 5201                                                            | 1,8                                                             |
| Total des votes                                                 | Total des votes                                                 | Total des votes                                                 | TBD                                                             | 100 %                                                           |
|                                                                 | Les Démocrates conservent                                       |                                                                 |                                                                 |                                                                 |

## Pour aller plus loin

### Cartes
- Map of Massachusetts's 5th Congressional District, via Massachusetts Secretary of the Commonwealth

### Résultats d'élections
- CNN.com 2004 election results
- CNN.com 2006 election results
- Associated Press 2007 election results
- Massachusetts Elections Division 2008 Return of Votes